# مقاطعة بيما (أريزونا)
مقاطعة بيما (بالإنجليزية: Pima County)‏ هي إحدى مقاطعات ولاية أريزونا في الولايات المتحدة الأمريكية.

## أعلام
- آبار سبيسر